# 涅茲維西科
48°46′9″N 25°15′19″E / 48.76917°N 25.25528°E
涅茲維西科（烏克蘭語：Незвисько），是烏克蘭的村落，位於該國西部伊萬諾-弗蘭科夫斯克州，由科洛梅亚区負責管轄，處於德涅斯特河畔，始建於1358年，面積15.89平方公里，2024年人口627。
census （页面存档备份，存于）